# 北林実季
北林 実季（きたばやし みき、1976年1月30日 - ）は、東京都出身の日本の女優。
身長164cm、バスト81cm、ウェスト59cm、ヒップ83cm。血液型はA型。元T.N.B.所属。
文学座演劇附研究所35期生。所属事務所はbamboo。同事務所内で作られた演劇集団「Z団」の一員でもあり、同団では「姉御」的存在という。

## 出演

### テレビドラマ
- 天使のお仕事（1999年、フジテレビ）- アケミ 役
- らせん（1999年、フジテレビ）
- ビッグウイング（2001年、TBS）
- ある日、嵐のように（2001年、NHK）
- 時空警察ヴェッカーD-02（2002年、テレビ朝日）- 第5話・津吹美弥 役
- 独身3!!（2003年、テレビ朝日）

### DVD
- ココだけの話（2001年、ビクターエンタテインメント）
同名のテレビドラマをDVD収録時に同時収録された未放映話「携帯電話のある風景 宴会」に出演。

### 映画
- ジュブナイル（2000年、東宝）- カップルの女性 役

### 舞台
- 二号（出演時期不明） - 和子 役
- Soldier of Fortune（出演時期不明） - 玉虫 役
- ハム・レッツ・メタル（1996年） - らふれしあ 役
- パープル・クロニクル（2000年） - メガイラ 役
- 風雲雄獅（2001年）- 燕姿 役
- 風雲!! さすがの鬼丸（2005年）- かぐら 役
- アンジェラ Princess of Pirates（2005年）- カミーラ 役
- 半おに戦奇譚 -AMAGI-（2006年）- 渦女 役

### CM
- ゼビオ、メンズ フレシャーズ（2001年）
- リクルート、リクナビNEXT（2003年）